# Gilman Paper Company
Gilman Paper Company fue un productor de papel que inició en la década de 1880 por Isaac Gilman en Fitzdale, Vermont. En la década de 1940 su hijo Charles Gilman construyó un molino adicional en St. Marys, Georgia. La compañía fue capaz de producir 2 6 millones de libras de papel por día, empleando 1 100 trabajadores y 1 500 contratistas independientes, con una oficina en el 111 West 50th Street, New York. Al morir Charles Gilman en 1967, la compañía fue dirigida por sus dos hijos, Charles (Chris) Gilman Jr y Howard Gilman. Durante este período, la colección fotográfica fue iniciado por la esposa de Charles, Sondra Gilman, con el apoyo de Chris y Howard. En enero de 1982 muere Charles Jr, por lo que Howard compró el resto de las acciones de Charles y ambos Gilman Paper y Sondra Gilman continuaron recolectando fotografías. Durante el mandato de Howard como Presidente de la empresa, la fábrica fue vendida a Durango Paper Company, poco después se fue a la quiebra, dejando a miles sin empleo. Hoy en día, muchos exempleados aún no han recibido sus salarios finales, las prestaciones de jubilación, o la paga por la separación.

## Galería

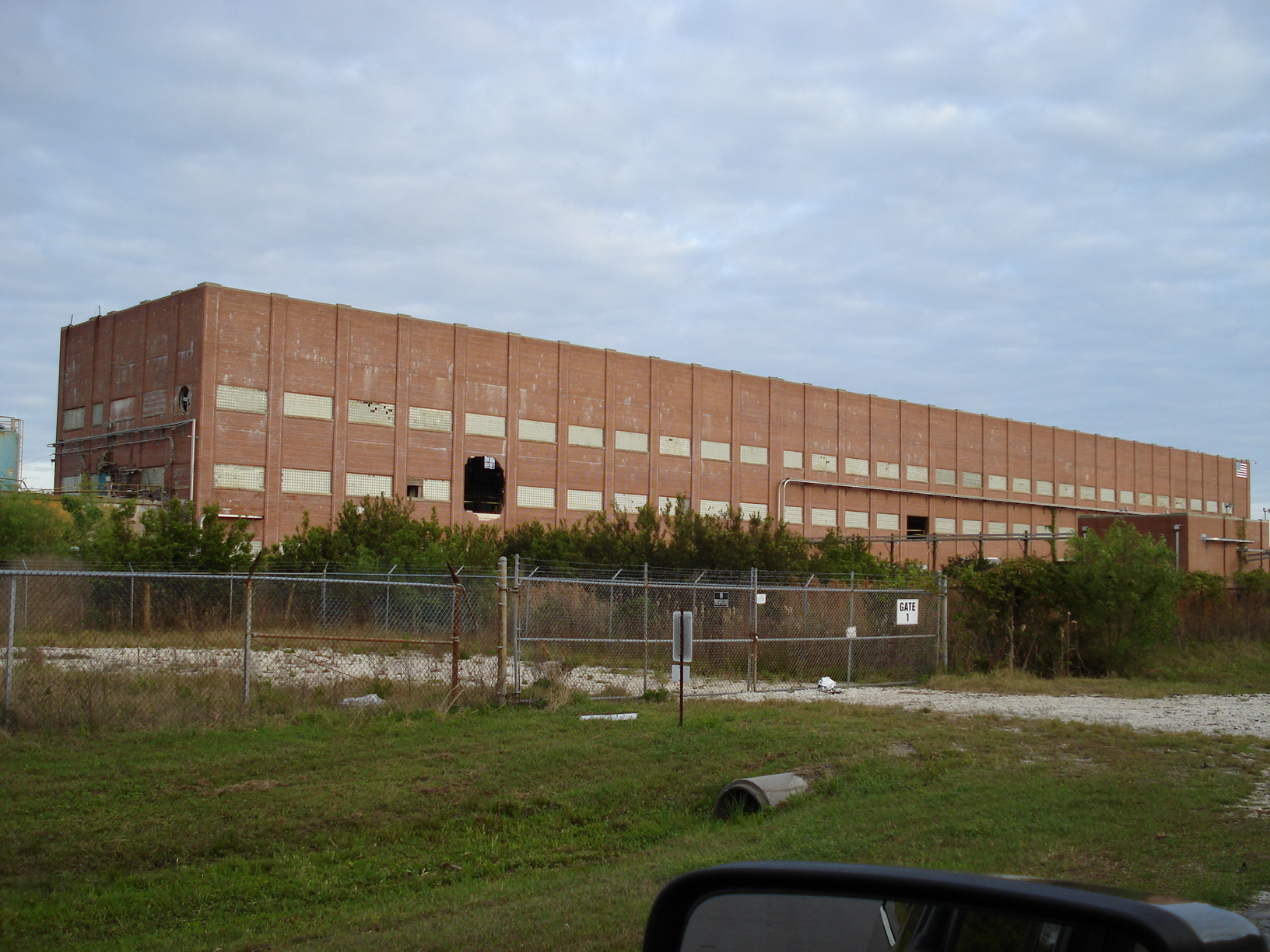
Gilman Paper Company
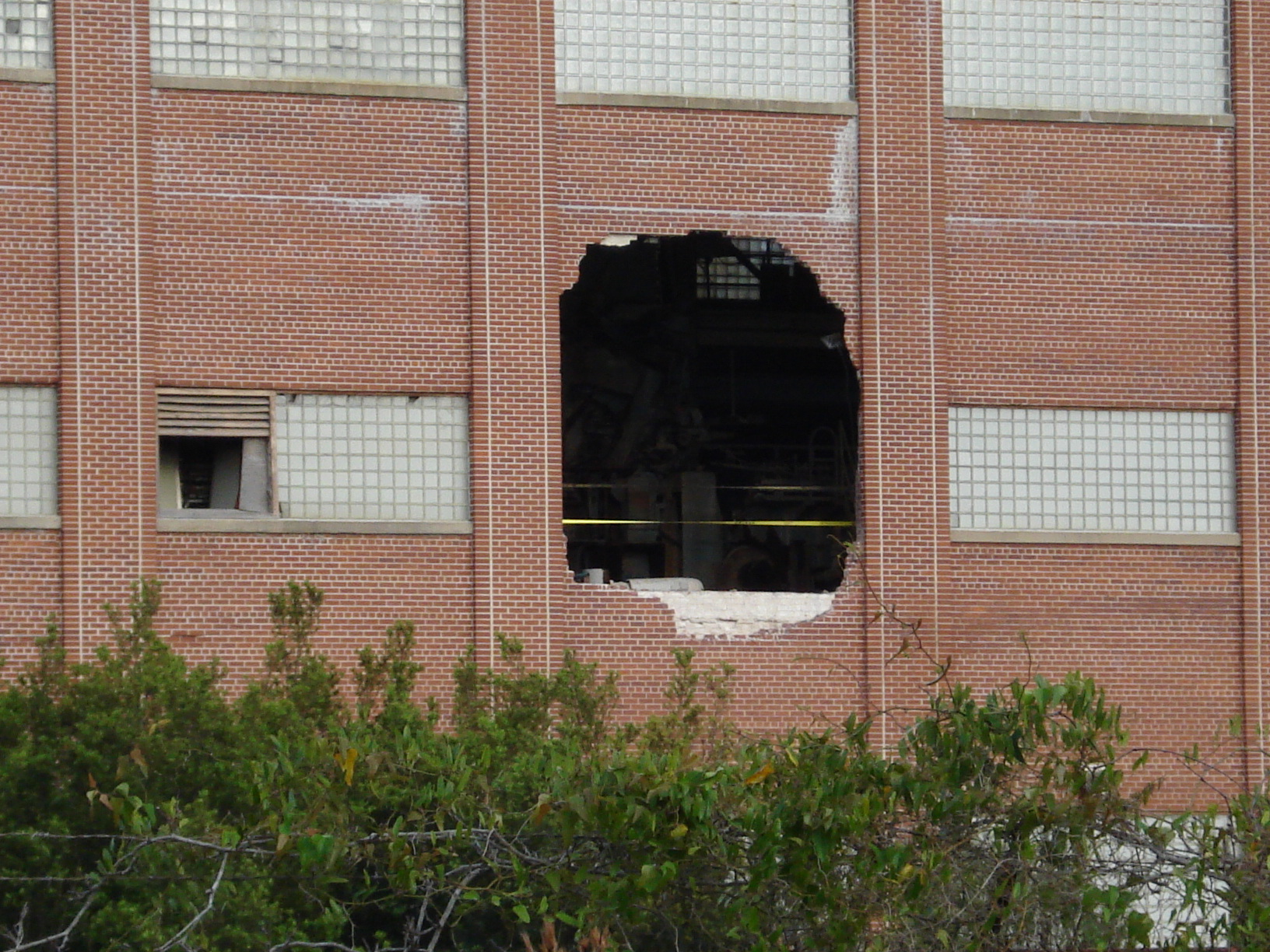
Gilman Paper Company